# Boots (hudebník)
Boots, vlastním jménem Jordan Asher, je americký hudebník, hudební producent a skladatel. Na počátku své kariéry byl členem několika rockových skupin, jako například Blonds. V roce 2013 byl jedním z producentů alba Beyoncé zpěvačky Beyoncé Knowles. Je rovněž spoluautorem několika písní z alba. Následujícího roku pak jako producent pracoval se skupinou Run the Jewels na jejím druhém albu Run the Jewels 2. V roce 2014 vydal vlastní mixtape nazvaný Winter Spring Summer Fall a počátkem následujícího roku pak EP s názvem Motorcycle Jesus. V listopadu 2015 vydal své první řadové album nazvané AQUΛRIA. K nahrávce rovněž odehrál koncertní turné, na němž jej doprovázel mimo jiné bubeník Deantoni Parks.